# Ambystoma tigrinum
Ambystoma tigrinum é uma espécie de anfíbio caudado pertencente à família Ambystomatidae. Pode ser encontrada no Canadá, Estados Unidos e no México.